# Víctor Mendoza Cevallos
Víctor Eduardo Mendoza Cevallos (Portoviejo, 24 agosto 1961) è un ex calciatore ecuadoriano, di ruolo portiere.